# Phillis Wheatley
Phillis Wheatley (Àfrica occidental, l'actual Senegal, 8 de maig de 1753 - Boston, Massachusetts, 5 de desembre de 1784) va ser la primera escriptora afroamericana poeta als Estats Units.
La seva obra Poems on Various Subjects, Religious and Moral va ser publicada el 1773, dos anys abans que comencés la Guerra d'independència dels Estats Units, i és considerada com un dels primers exemples de la literatura de gènere afro.
Nascuda en el que seria el Senegal, més tard instal·lada en el que seria Gàmbia, va ser capturada i sotmesa a l'esclavitud quan tenia només set anys. Wheatley va ser portada a Amèrica a prop de 1760, on John i Susannah Wheatley de Boston, Massachusetts, la van comprar i fou convertida a la fe cristiana. La família de mercaders es va assegurar que la noia intel·lectualment dotada rebés una bona educació, incloent-hi estudis de llatí, grec, mitologia i història. Aviat dominaria l'anglès, amb el seu primer poema publicat cap a 1767 a l'edat de 13 anys. Ben aviat van seguir altres obres líriques. El 1770 va escriure un tribut poètic sobre la mort del calvinista George Whitefield, que li va fer mereixedora d'una aclamada popularitat a Boston. La publicació dels seus poemes sobre diversos temes religiosos i morals (1773) la van portar a la fama, tant a Anglaterra com a les colònies americanes. Figures com George Washington van elogiar el seu treball. Durant la visita de Wheatley a Anglaterra amb el fill del seu amo, el poeta afroamericà Júpiter Hammon va elogiar el seu treball en el seu propi poema. Wheatley va ser emancipada poc després de la publicació del seu llibre.
La poesia de Wheatley gira a l'entorn de temes cristians, amb molts poemes dedicats a personalitats famoses. Poques vegades va esmentar la seva pròpia situació en els seus poemes. Un dels pocs que tracten l'esclavitud és On being Brought from Africa to America. El treball de Wheatley va ser freqüentment citat per abolicionistes per combatre la càrrega de la inferioritat intel·lectual innata entre els negres i promoure oportunitats educatives per als afroamericans.
Es va casar al voltant de 1778. Dos dels seus fills van morir quan eren infants. Després que el seu marit va ser empresonat per deutes el 1784, Wheatley va caure en la pobresa i va morir de malaltia.